# Вендебург
Вендебург (њем. Wendeburg) општина је у њемачкој савезној држави Доња Саксонија. Једно је од 8 општинских средишта округа Пајне. Према процјени из 2010. у општини је живјело 10.048 становника. Посједује регионалну шифру (AGS) 3157008.

## Географски и демографски подаци
Вендебург се налази у савезној држави Доња Саксонија у округу Пајне. Општина се налази на надморској висини од 67 метара. Површина општине износи 60,0 km². У самом мјесту је, према процјени из 2010. године, живјело 10.048 становника. Просјечна густина становништва износи 168 становника/km².